# Karl Friedrich von Gärtner

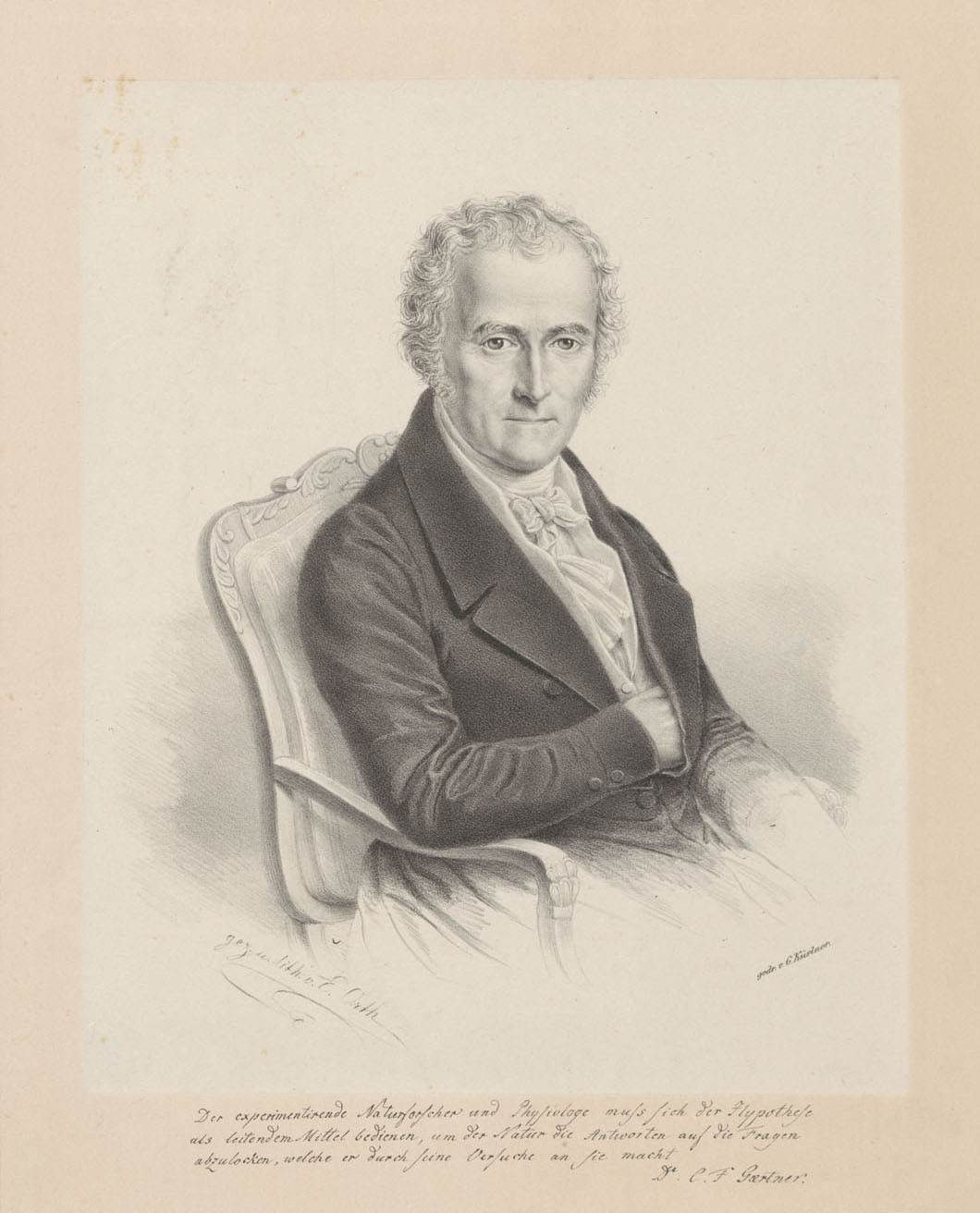
Karl Friedrich von Gärtner

Karl Friedrich Gärtner, ab 1846 von Gärtner, auch Carl Friedrich und auch als Gaertner (* 1. Mai 1772 in Göppingen; † 1. September 1850 in Calw) war ein deutscher Botaniker und praktischer Arzt. Sein offizielles botanisches Autorenkürzel lautet „C.F.Gaertn.“; früher war auch das Kürzel „Gaertn.f.“ in Gebrauch.

## Leben
Karl Friedrich war Sohn des bedeutenden Botanikers Joseph Gärtner, der bei seiner Geburt gerade von einer Anstellung als Direktor des Botanischen Gartens in Sankt Petersburg zurückgekehrt war. Er studierte Medizin in Jena, Göttingen und Tübingen und ließ sich 1796 als praktischer Arzt in Calw nieder. Als Mediziner befasste er sich mit der Frage, ob der Gehalt an Phosphorsäure Rückschlüsse auf bestimmte Krankheiten geben könne und formulierte 1797 den Wunsch, die Urinbeschaffenheit mit chemischen Mitteln am Krankenbett bestimmen zu können.
Ab 1800 widmete er sich der Botanik und insbesondere der Sexualität der Pflanzen. 1802 unternahm er eine einjährige Reise nach Frankreich, England und in die Niederlande.  Er kümmerte sich um die Herausgabe des Supplementbandes zum Hauptwerk seines Vaters, der 1805–1807 erschien.
Ab etwa 1824 begann er mit systematischen Untersuchungen über die Hybridisierung von Pflanzen, also Kreuzungen verschiedener Arten. In seiner Hauptarbeit von 1849 fasste er Ergebnisse von über 10.000 Kreuzungexperimenten zwischen über 700 Arten zusammen. Dabei baute er auf den experimentellen Methoden von Joseph Gottlieb Kölreuter auf. Mit seiner grundlegenden Arbeit gilt Gärtner als einer der wichtigsten Forscher auf dem Gebiet der Pflazenhybridisierung vor Gregor Mendel, den seine Arbeit wahrscheinlich auch zu wichtigen Fragestellungen inspirierte. Er beeinflusste auch Charles Darwin und gehört in dessen Entstehung der Arten (1859) zu den am häufigsten erwähnten Naturforschern.
Er wurde 1826 Mitglied der Akademie Leopoldina und 1846 Ritter des Ordens der Württembergischen Krone. 1849 wurde er Mitglied der Akademie der Wissenschaften der Niederlande.

## Familie
Er heiratete 1803 in Calw Christiane Sybille Wagner (* 1785), eine Tochter des Großkaufmanns und Bürgermeisters Ernst Fridrich Wagner und der Eva Sabina Zahn. Das Paar hatte zwei Söhne und acht Töchter, die Söhne starben aber jung. Von den Töchtern heiratete Maria Therese (1801–1846) den Finanzrat Friedrich Schmoller (1795–1865), diese wurden die Eltern des Ökonomen Gustav von Schmoller.

## Schriften
- Observata quaedam circa urinae naturam. Tübingen 1796.
  - Übersetzung: Einige Bemerkungen über die Natur des Urins. In: Archiv für Physiologie. Band 2, 1797, S. 169–203.
- Supplementum carpologiae, seu continuati operis Josephi Gaertner de fructibus et seminibus plantarum voluminis tertii … Leipzig (1805–1807).
- Beiträge zur Kenntnis der Befruchtung. Teil 1. Stuttgart 1844.
- Versuche und Beobachtungen über die Bastarderzeugung im Pflanzenreiche. Stuttgart 1849 (archive.org).